# Kazany elfoglalása

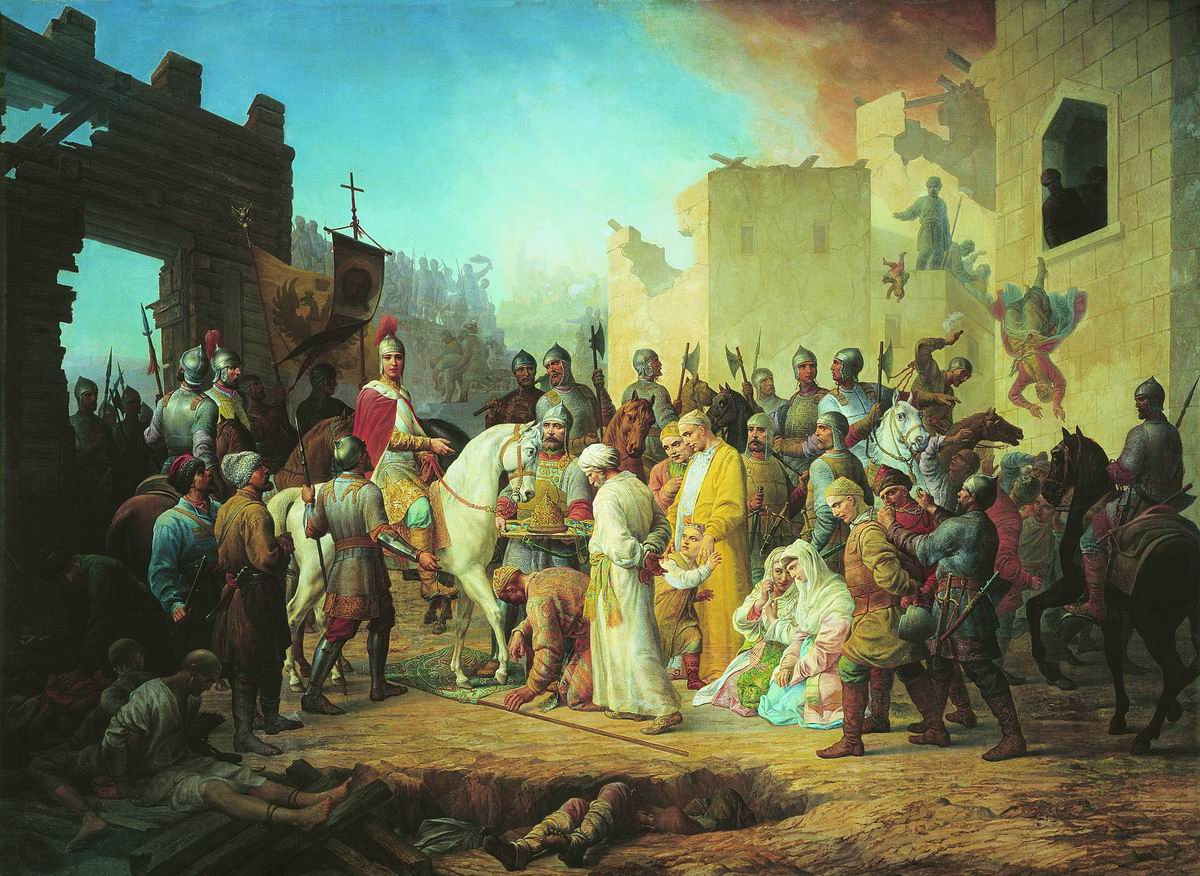
Iván cár bevonulása a meghódított Kazanyba.

Kazany elfoglalása egy 1552. szeptember 2. és október 13. között zajlott ostrom során következett be. A várost, amely a Kazanyi Kánság székhelye volt Rettegett Iván orosz cár csapatai vették be, ezzel megdöntve az 1438 óta fennálló tatár kánságot. Kazany elestével a keleti és orosz terjeszkedés számára megszűnt a legfőbb akadály, s Iván további hódításokhoz teremtett előfeltételeket. Így vált lehetővé uralkodása végén Szibéria meghódítása is.
A 20. században Kazanyt az Oszmán Birodalom előre tolt bástyájának látták egyes történészek, valójában a kánság nem függött az törököktől, mint pl. a krími kánság, s a kapcsolat se volt olyan mélységű a két állam között, hogy az akár szövetségi szintű lehessen az oroszok ellen. Kazany az 1460-as évek óta egymaga fenyegette a Moszkvai Fejedelemséget. Gyakoriak voltak a tatár betörések orosz területre, amelyek rablásokkal, emberéletek és vagyoni értékek pusztulásával jártak, továbbá sokakat hurcoltak fogságba rabszolgának. A 16. században az orosz állam folytonosan erősödött, míg a kánság gyengült, sőt az orosz uralkodók olykor ki tudták kényszeríteni az érdekeiket szolgáló kánok hatalomra jutását. Az állam további erősödésével megélénkült az új földek, nyersanyaglelőhelyek és stratégiai fontosságú területek (folyami kereskedelmi útvonalak) megszerzésének az igénye, így az orosz hódítások egyik célpontjai a tatár kánságok által uralt területek lettek. Ürügyet pedig bőven szolgáltatott az ősi ellenség, a tatárok legyőzésének vágya, illetve a kereszténység terjesztése.

## Előzmények
Az oroszoknak korábban is sikerült behatolniuk a kánság területére és legalább tíz alkalommal ostromolták a káni székhelyt (1469, 1478, 1487, 1506, 1524, 1530, 1545, 1547, 1549-1550). 1547-ben Rettegett Iván nagy háborút indított a kánság megbuktatására és vagy három alkalommal vette ostrom alá Kazanyt, de ellátási nehézségek miatt folyton meg kellett szakítania az ostromot. Az orosz seregek 29 km-re húzódtak vissza a várostól, s megépítették Szvijazsszk erődjét, amely támaszpontja lett a további harcoknak. Iván seregei a Volgától nyugatra fekvő részeket is meghódították, s kánság területe így lecsökkent, ereje pedig gyengült. Az erőd megépítését tovább indokolta, hogy az eddig hadjáratok költségei igen megterhelték az államkincstárt, ugyanis a távolabb létesített erődök, mint Arzamasz nem tudták megfelelően biztosítani Iván seregeinek utánpótlását a harcok idején.
Tatár részről, a cárral megegyezni óhajtó politikai vezetők ekkor egy időre felül kerekedtek és trónra ültették az orosz érdekeket képviselő Sah Ghali kaszimovi kánt. A békepárti frakciók tárgyalások útján próbálták elérni, hogy az oroszok visszaadják a Volgától nyugatra fekvő területeket, tudván, hogy ez Kazany számára létfontosságú, ellenkező esetben nem tudnák a fővárost megvédeni egy újabb támadástól. Ezenkívül olyan engedményekre is hajlandók lettek volna, amely több ezer orosz fogoly szabadon bocsátását tette volna lehetővé. Utóbb a tatárok harciasabb előkelői visszanyerték hatalmukat és Alit elüldözték, helyébe a háborúpárti Jadegár Mohamed kerül a káni trónusra. Az ország imámja Kul Sarif is szította a muzulmán hitű embereket a hitetlenek (ortodox keresztények) elleni harcra. Habár ez a frakció sem volt teljesen a béke ellen és hozzájárult volna foglyok szabadon bocsátáshoz, illetve túszok küldéséhez is.
A tatárok elszántsága ellenére a kánság helyzete kritikussá vált, mert Szvijazsszk megépülésével az oroszok ellenőrizték a hegyvidéki területeket, s Kazany ezzel végveszélybe került.

## Az ostrom
Az orosz sereg az ostromra nagyon alaposan felkészült, olyannyira, hogy akár a telet is Kazany alatt lett volna kész eltölteni. Erre azonban végül nem került sor, mert a cár hadai egy hónap alatt leigázták a várost. Az orosz reguláris csapatok (a sztrelecek már tavasszal bevonultak Szvijazsszkba. Június 16-án a sereg szemlét követően további haderő indult Kazany felé. A krími tatárok török zsoldosokkal (janicsárokkal) és tüzérséggel támogatva megpróbálták elcsalni Kazanytól az orosz erőket és megtámadták a Tula környéki területeket, ám a támadást az ottani orosz erők elhárították.
Iván seregét nemcsak oroszok, hanem a hozzá hűségi kaszimovi kánság tatár lovascsapatai is alkották, akik Vlagyimir mellett csatlakoztak a fősereghez. Részt vettek továbbá a hadjáratban külföldi zsoldosok: németek, lengyelek, sőt még olaszok is. Nagyszámban mordvin és cserkesz segédcsapatok harcoltak az oroszok oldalán. A tüzérséget az oroszok önálló egységbe szervezték és nagy gondot fektettek a tüzérek kiképzésére, bár az ütegek egy részét szintén kezelték külföldiek (pl. angolok).
Utánpótlásukat a Kazanytól alig néhány kilométerre emelt Szvijazsszk és Ivangorod erődjei biztosították. Iván jól képzett hadmérnököket alkalmazott és modern ágyúkat szerzett be, hogy a hadjáratot biztosan sikerre vigye. Bár a Szvijazsszkba vezető úton a nagy hőség és vízhiány miatt sok orosz katona legyengült és meghalt. Szvijazsszkban Iván seregei még egy hétig vártak újabb csapatok és a folyami had érkezésére.
Kazanyt központi helyőrségét 10 ezer nogáji lovas alkotta, akiket közvetlenül a kán irányított (maga Mohamed is nogaji nemzetiségű volt). Az irreguláris cseremisz és egyéb harcosok a város északi és keleti oldalát védelmezték. Bázisuk Arcsa (ma Arszk) városában volt.
Az orosz csapatok augusztus 22-én értek Kazany falai alá. Előtte egy héttel már megverték a nogajiakat, akik kitörését kíséreltek meg. A vereség hatására a védők nem tudták hátráltatni az oroszok felvonulását, akik egy héten keresztül zavartalanul keltek át a Volgán. Az orosz sereg száma mintegy 150 ezer fő volt, harci értéke a csapatoknak viszont különféle volt (elit csapatok, feudális kontingensek, zsoldosok, stb.). Bár a két oldalon a haderők száma jelentős, de napjainkban a történészek nem tartják valószínűnek, hogy az oroszok százezernél több katonát mozgósítottak volna. Lehetséges, hogy a valós számok ennél jóval kisebbek.
Kazanyból az egyik murza átszökött az orosz táborba és pontos információkat adott a védők helyzetéről.
Augusztus 29-én az orosz ágyúk lőni kezdték a falakat. A várost teljesen körbe zárták, hogy a védők minden egyes kirohanási kísérlete kudarcba torkollott. A falak megsemmisítésére azonnal elkezdtek aknalyukakat fúrni olasz hadmérnökök irányítása alatt. Alekszandr Sujszkij augusztus 30. és szeptember 6. között vívott csatákban szétverte az udmurtokat és a külső védművek lovasságát, Arcsát pedig felperzselte. Andrej Kurbszkij knyáz legyőzte a kánság cseremisz csapatait. Ezt követően az orosz aknászok felrobbantották a város földalatti vízvezetékét. Bár a város vízellátása nem szűnt meg, mert Kazanyban több helyen is volt víztározó, de a földalatti csatorna pusztulása épp a friss víztől fosztotta meg a lakosságot. A fennmaradó készletek idővel megposhadtak, ami miatt betegségek ütötték fel a fejüket a városfalakon belül.
Az oroszok hadmérnöke Ivan Vjirodkov egy 12 m magas, fából ácsolt ostromtornyot emeltetett, amelyre tíz nagyobb és ötven kisebb ágyút szereltek, ezzel még hatékonyabbá vált Kazany lövetése. Mindazonáltal a kazanyi védők tüzérsége még továbbra is aktív volt és a magas ostromtorony könnyű célpontot jelentett ágyúik számára. A következő napok harcaiban a jobb és erősebb orosz ágyúk megsemmisítették a kazanyi ütegeket.
Iván megpróbálta megadásra bírni Mohamed kánt, felkínálta számára a részleges önállóságot, ha Kaszimovhoz hasonlóan hűbérese lesz, s a lakosság továbbra is szabadon gyakorolhatta volna a muzulmán hitet. A kazanyiak elutasították az ajánlatot. Mohamed kán honfitársaihoz, a Nogaji Hordához fordult segítségért, de azok nem akarták felrúgni az addig normalizálódott viszonyukat a cárral.
Október 1-jén a cár ismét megadásra szólította fel Kazanyt, de a védők ezentúl sem éltek a lehetőséggel. Október 2-án a külföldi aknászok felrobbantották a Nogáj és Atalıq kapukat, hatalmas rést ütve a falakon. Ezen a ponton az orosz hadsereg betudott nyomulni a városba. Bár a kazanyi harcosok és az őket segítő városlakók elkeseredett és kemény ellenállást tanúsítottak, de végül a orosz túlerő legyőzte őket. A védők egy része a fellegvárba szorult és ott ellenállt tovább. Amikor azonban az oroszok elfogták Mohamed kánt és a nogaji tatárok vezérét is, a védők megpróbáltak északra, az erdőségbe menekülni, de az oroszok utolérték és lekaszabolták őket. Kul Sarif és hívei szintén az utolsó leheletükig harcoltak.
A várost elfoglaló orosz seregek hatalmas vérfürdőt rendeztek a muszlim lakosság körében és földig rombolták az épületeket, elsősorban a mohamedán vallási épületeket, a várost pedig kifosztották. Kiszabadítottak továbbá számos oroszt, akiket a korábbi portyázásokkor ejtettek foglyul a tatárok.

## Következmények
Iván 18 ezer katonát hagyott a meghódított kánság területén, ő maga pedig hazatért Moszkvába. Kivonulása után rögvest ellenállás kezdődött az egykori kánság lakossága részéről a hódítók ellen, mivel a különféle nemzetiségű törzsek nem akarták elfogadni az orosz uralmat, a felkelések viszont további ezrek halálát okozták. Több új vezető lépett fel, akik kánoknak kiáltották ki magukat, de a harcokban rendre felmorzsolódtak. 1556-ra az egykori kazanyi kánság területén minden ellenállás megszűnt.
Szintén 1556-ben Iván a délebbre fekvő Asztrahányi Kánságot is meghódította és Oroszországhoz csatolta. 1582-ben egy kozák expedíció tűzfegyverekkel felszerelve leigázta a Szibériai Kánságot és elérte Kína határát is.
Az oroszok nagyon kemény intézkedéseket hoztak az őslakosság ellen, pl. megtiltották nekik az újonnan épült városokba való letelepedést, illetve nem végezhettek bizonyos munkákat (pl. ékszerész, kovács). A földjeiktől megfosztották az embereket, a falvak lakosságát sokhelyütt áttelepítették, a házakat lerombolták, hogy aztán az adott területet orosz telepesek vehessék birtokba.